# مجله مهندسی شیمی ایران
مجله مهندسی شیمی ایران نشریه‌ای علمی-ترویجی است که در زمینه تازه‌های مهندسی شیمی، معرفی صنایع شیمیایی، آموزش در مهندسی شیمی، معرفی نوآوری‌ها و فن آوری‌های نوین صنعتی و اخبار جامعه مهندسی شیمی، وتوسط انجمن مهندسی شیمی ایران به چاپ می‌رسد. این نشریه به صورت دو ماه یکبار چاپ می‌شود و تاکنون(دسامبر ۲۰۱۲، آذر ۱۳۹۱) ۶۳ شماره از آن به چاپ رسیده‌است. مدیر مسئول و سردبیر کنونی مجله جلال شایگان می‌باشد.